# Quan hệ cùng giới

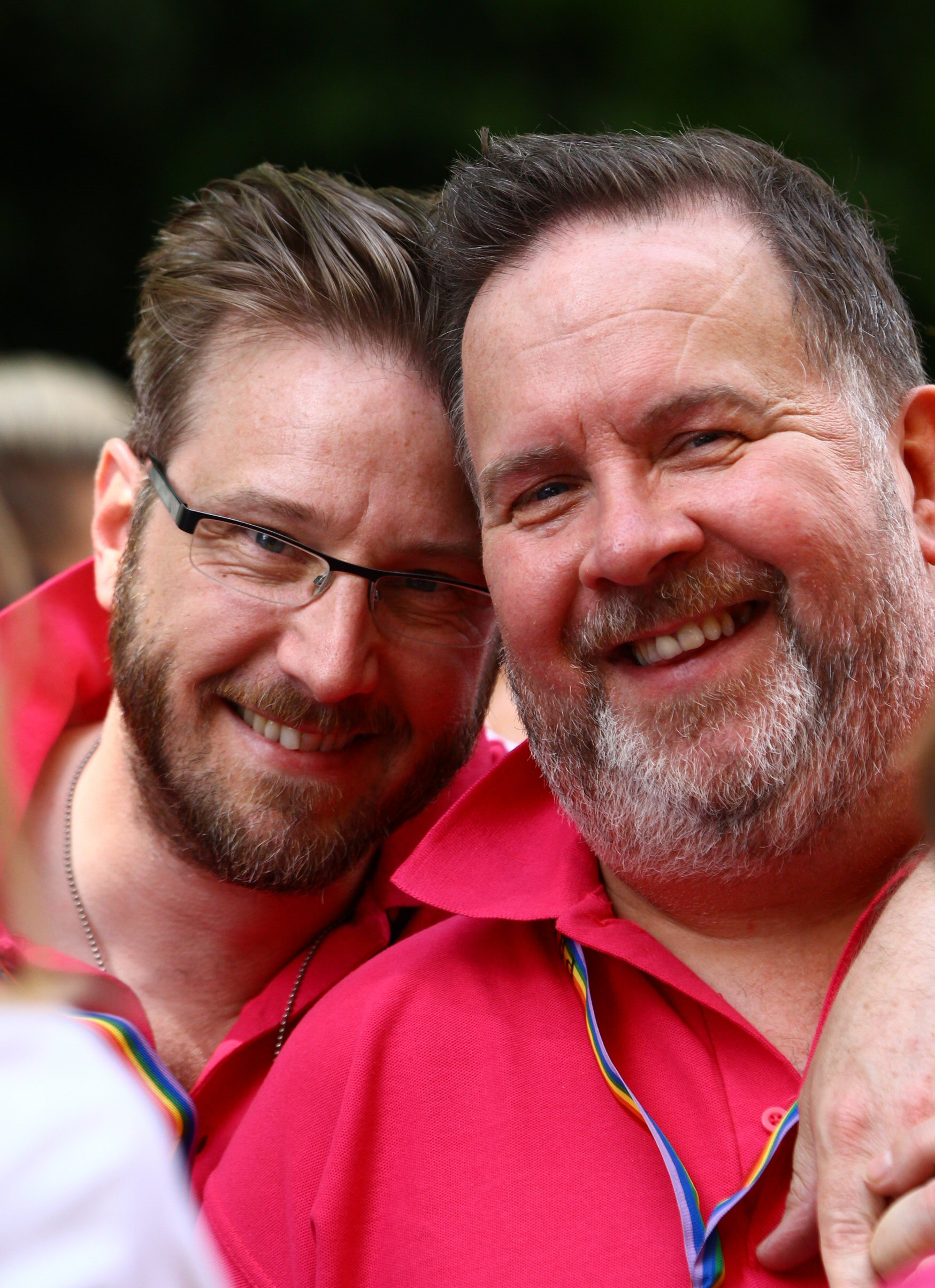
Một cặp đôi đồng tính nam (gay) ở Pride London

Quan hệ cùng giới là mối quan hệ tình cảm hoặc tính dục giữa những người cùng giới tính. Hôn nhân cùng giới chỉ sự công nhận được thể chế hóa của những mối quan hệ như vậy dưới dạng hôn nhân; hình thức kết hợp dân sự có thể được bắt gặp những nước không có/không công nhận hôn nhân cùng giới.
Thuật ngữ quan hệ cùng giới không nhất định phải liên quan tới xu hướng tính dục của những người tham gia. Vì mọi người thuộc mọi xu hướng đều có thể tham gia vào các mối quan hệ cùng giới (tùy thuộc nhiều vào cách định nghĩa giới tính theo pháp lý, xã hội và khoa học), một số nhà hoạt động  lập luận rằng việc gọi các mối quan hệ cùng giới là quan hệ đồng tính nam hoặc đồng tính nữ là một dạng của bài trừ song tính luyến ái.

## Trong lịch sử
Người ta tin rằng những nhân vật lịch sử, như Socrates, Alexander Đại đế, Lord Byron, Edward II, Hadrian, Julius Caesar, Michelangelo, Donatello, Leonardo da Vinci, Oscar Wilde, Vita Sackville-West, Alfonsina Storni và Christopher Marlowe từng có quan hệ tình cảm và tình dục với người cùng giới tính. Những thuật ngữ như đồng tính hoặc song tính thường được dùng để chỉ họ; một số người, như Michel Foucault, xem việc này là chấp nhận rủi ro sử dụng cách hiểu về tính dục hiện nay trong bối cảnh lịch sử mà các khái niệm này vẫn còn xa lạ, chưa tồn tại; tuy nhiên, một số cá nhân khác lại không đồng ý với việc giới thiệu khái niệm sai niên đại như trên.

### Các hình thức
Một số nghiên cứu gần đây đã phát hiện rằng các mối quan hệ cùng giới nhìn chung có thể được phân vào ít nhất ba hạng mục, dù không có sự thống nhất nào về các hạng mục, hay chuẩn đo thực tế nào đã, hoặc có khả năng được áp dụng để công nhận rõ ràng sự tồn tại của chúng:
| Nhóm                  | Giải thích | Xem thêm                                                                                          |
| --------------------- | --- | ------------------------------------------------------------------------------------------------- |
| Quân bình             | Gồm hai người thuộc cùng một thế hệ và bám sát với cùng một vai trò giới được gắn với giới tính của họ (bất luận (những) vai trò họ ưa thích hơn khi quan hệ tình dục). Không những phổ biến ở phương Tây, loại hình quan hệ cùng giới quân bình còn là hình thức hiện diện chủ yếu ở đây. Như một kết quả phụ của sự thống trị đang mở rộng của văn hóa phương Tây, loại hình này đang truyền từ văn hóa phương Tây sang những xã hội không thuộc phương Tây dù vẫn có những sự khác biệt nhất định giữa các nền văn hóa khác nhau đó. | Các nền văn hóa dựa trên xu hướng tính dục và bản dạng giới, Nhị nguyên giới, Yêu đương cùng giới |
| Sắp xếp theo giới     | Hình thức này đòi hỏi mỗi người có vai trò giới đối lập với của người kia. Một người là người hợp giới, trong khi người kia là người chuyển giới hoặc lưỡng giới, và vì vậy mà họ, nhìn bề ngoài, giống với một cặp đôi dị tính (định chuẩn dị tính). Điển hình là những mối quan hệ truyền thống giữa những người đàn ông Trung Đông, Trung và Nam Á, Mỹ Latinh phi hậu hiện đại và Nam Âu, cùng với những phong tục hai linh hồn hoặc thay đổi giới của shaman giáo được tìm thấy ở các xã hội bản địa. Ở thế giới phương Tây, điều này được thể hiện rõ nhất bởi sự đối lập butch-femme (butch và femme là hai thuật ngữ được sử dụng trong tiểu văn hóa của người đồng tính nữ nhằm gán cho hoặc nhận biết một căn tính nam tính (butch) hoặc nữ tính (femme) dựa trên các đặc điểm tính cách, hành vi, phong cách, sự tự nhận thức của bản thân). | Hai linh hồn, Hijra và Travesti                                                                   |
| Sắp xếp theo tuổi tác | Gồm những người thuộc những độ tuổi khác nhau, thường là một thiếu niên và một người trưởng thành. Loại quan hệ này điển hình là thiếu niên ái thời Hy Lạp cổ đại. | Shudo, Thiếu niên ái, Bacha bazi, Twink                                                           |

Thông thường, một hình thức của quan hệ cùng giới sẽ chiếm đa số trong xã hội, mặc dù các hình thức khác có khả năng sẽ cùng tồn tại. Nhà sử học Rictor Norton đã chỉ ra rằng vào thời Hy Lạp cổ đại, các mối quan hệ quân bình cùng tồn tại (mặc dù có ít đặc quyền hơn) với thiếu niên ái, và sự hấp dẫn với thiếu niên cũng có thể được tìm thấy ở tính dục hiện đại, cả khác giới và cùng giới. Những mối quan hệ cùng giới sắp xếp theo tuổi tác và theo giới ít phổ biến hơn (dù chúng vẫn rõ rệt và cùng tồn tại với hình thức quân bình hậu hiện đại ở Mỹ Latin, nơi mà nam giới dị tính và "butch", tức người song tính và toàn tính macho (tự hào thái quá về sự nam tính của mình), giữa vai trò chủ động/thâm nhập đều có thể dùng chung một bản dạng).

### Các ví dụ trong nghệ thuật và văn học

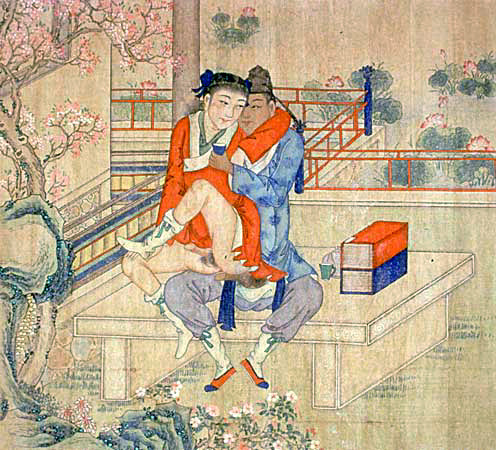
Hai người đàn ông trẻ uống trà, đọc thơ, và quan hệ tình dục
Tranh đơn từ một cuộn tranh, vẽ trên lụa; Trung Quốc, thời Thanh (thể kỉ 18-19 Công nguyên); Viện Kinsey, Bloomington, Indiana

Ghi chép về tình yêu cùng giới đã được gìn giữ thông qua văn học và nghệ thuật.
Ở những xã hội Iran (Ba Tư), gợi dục cùng giới đã được thể hiện trong tác phẩm của những nhà thơ như Abu Nuwas và Omar Khayyam. Một tuyển tập văn lớn, với số lượng tác phẩm tính bằng hàng trăm, đã khuyến khích truyền thống shudo (một thuật ngữ liên quan đến đồng tính luyến ái) ở Nhật Bản, cùng với một truyền thống rất phổ biến là nghệ thuật gợi dục cùng giới shunga.
Trong truyền thống văn học Trung Quốc, những tác phẩm như Biên Nhi Thoa và Kim Bình Mai đã sống sót qua nhiều đợt thanh trừng. Ngày nay, thể loại con (subgenre) yaoi của anime Nhật Bản tập trung vào thiếu niên đồng tính. Điểm lạ ở Nhật Bản là nghệ thuật khiêu dâm cùng giới nam trong nền văn hóa của họ thường là tác phẩm của các nữ nghệ sĩ hướng tới khán giả là nữ giới, giống với trường hợp của khiêu dâm đồng tính nữ trong nghệ thuật phương Tây.
Vào những năm 1990, một số chương trình hài trên truyền hình Mỹ bắt đầu mô tả những chủ đề về quan hệ cùng giới và những nhân vật thể hiện sự hấp dẫn với người cùng giới. Việc nghệ sĩ hài Ellen DeGeneres công khai trên chương trình truyền hình Ellen của cô vào năm 1997 đã trở thành tin nóng ở Mỹ và mang lại cho chương trình những đánh giá cao nhất. Tuy nhiên, sự hứng thú của công chúng đối với chương trình đã giảm một cách nhanh chóng sau sự kiện này, và chương trình đã bị hủy sau khi phát hành thêm một mùa nữa. Ngay sau đó, Will & Grace, phát hành trên NBC từ 1998 đến 2006 trên NBC, đã trở thành loạt phim tập trung vào mối quan hệ tính dục nam-nam thành công nhất thời điểm đó. Queer as Folk của Showtime, phát hành từ 2000 đến 2005, đã được chú ý vì cách mô tả khá thẳng thắn cuộc sống của người đồng tính, cùng với những cảnh quan hệ tình dục sống động, trong đó có cảnh quan hệ tình dục được mô phỏng cụ thể đầu tiên giữa hai người đàn ông được chiếu trên truyền hình Mỹ.
Các nhà biên kịch đã viết nên những tác phẩm gợi dục cùng giới nổi tiếng như Cat on a Hot Tin Roof (Con mèo trên mái thiếc nóng rẫy) của Tennessee Williams và Angels America (Những thiên thần nước Mỹ) của Tony Kushner. Quan hệ cùng giới cũng đã trở thành một chủ đề thường trực của nhạc kịch Broadway, chẳng hạn như A Chorus Line và Rent. Năm 2005, bộ phim Brokeback Mountain đã thành công cả về mặt thương mại/doanh thu và phê bình trên toàn cầu. Khác với phần lớn những cặp đôi cùng giới trên phim ảnh, cả hai người tình trong phim đều nam tính theo khuôn mẫu truyền thống và đã kết hôn. Sự thành công của bộ phim đã được xem là một bước tiến lớn trong sự chấp nhận của công chúng đối với phong trào bình đẳng của người đồng tính ở Mỹ.
Quan hệ cùng giới trong trò chơi điện tử đã lần đầu trở nên khả thi dưới dạng lựa chọn của người chơi trong trò chơi Fallout 2 năm 1998.  Đầu những năm 2000, lựa chọn này đã được xuất hiện nhiều hơn trong các trò chơi nhập vai được nhượng quyền, đi đầu là loạt trò chơi Mass Effect và Dragon Age của BioWare.

## Sự công nhận pháp lý
Luật bảo vệ và lệnh cấm của Nhà nước đối với các cặp đôi cùng giới (có tình cảm hoặc tình dục) khác nhau ở từng khu vực pháp lý. Ở một số nơi, các cặp đôi cùng giới có đầy đủ quyền hôn nhân như các cặp đôi khác giới, và ở những nơi khác họ có thể nhận được sự bảo vệ hạn chế hơn hoặc không được nhận gì cả. Chính sách cũng khác nhau về việc nhận con nuôi ở các cặp cùng giới.
Về mặt bản chất tâm lý, những mối quan hệ này được đánh giá là tương tự như những mối quan hệ khác giới trong một đơn amicus curiae (đơn được gửi cho tòa án và bên gửi đơn lấy danh nghĩa là amicus curiae (bạn của tòa) để gửi đơn đó) của Hiệp hội Tâm lý học Hoa Kỳ, Hiệp hội Tâm lý học California, Hiệp hội Tâm thần học Hoa Kỳ, Hiệp hội Công tác xã hội Hoa Kỳ, và Hiệp hội Công tác xã hội Hoa Kỳ, California Chapter.

### Sự công nhận bởi Nhà nước

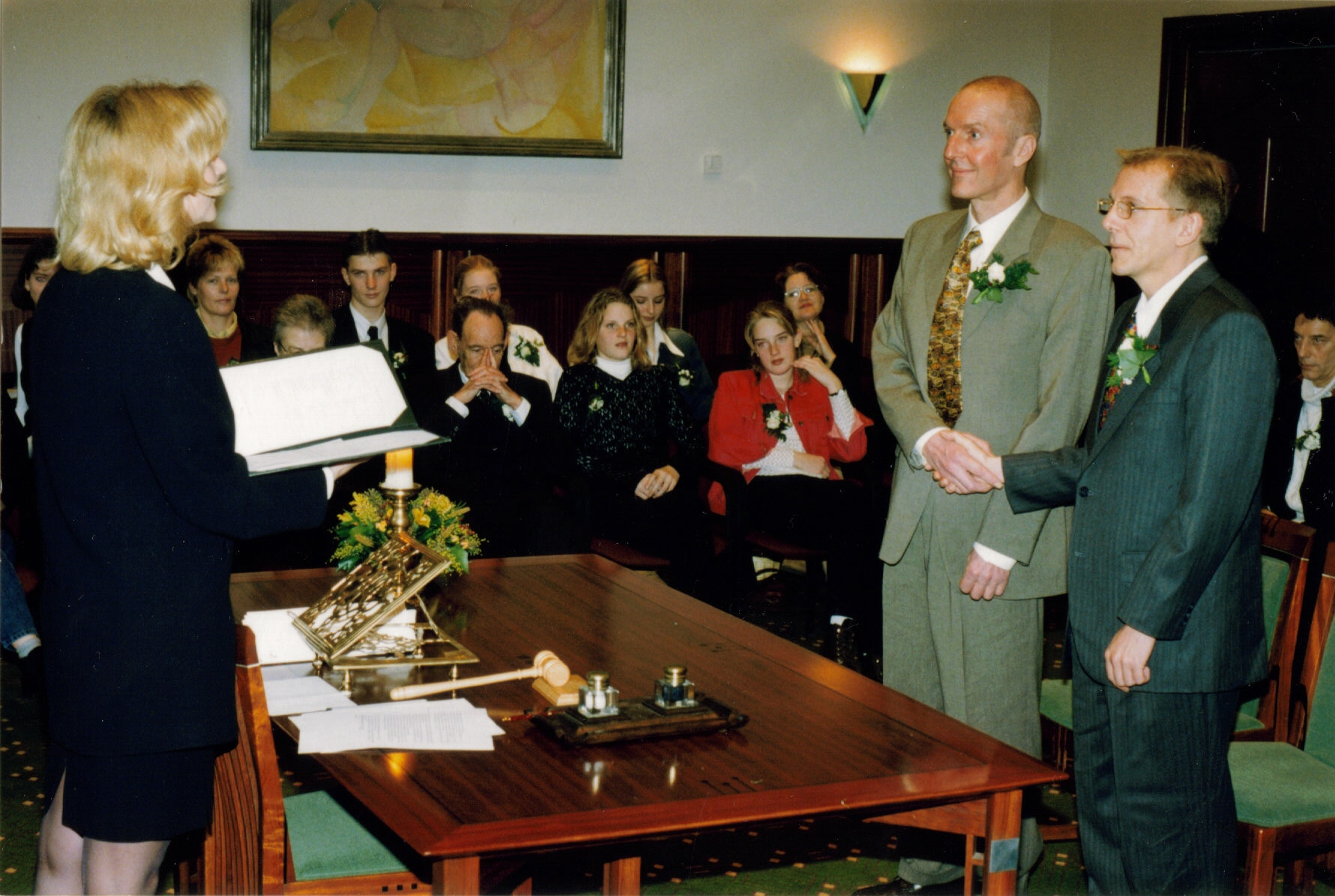
Hai người đàn ông kết hôn ở Amsterdam trong tháng đầu tiên hôn nhân được hợp pháp hóa đối với những cặp đôi cùng giới ở Hà Lan (2001).

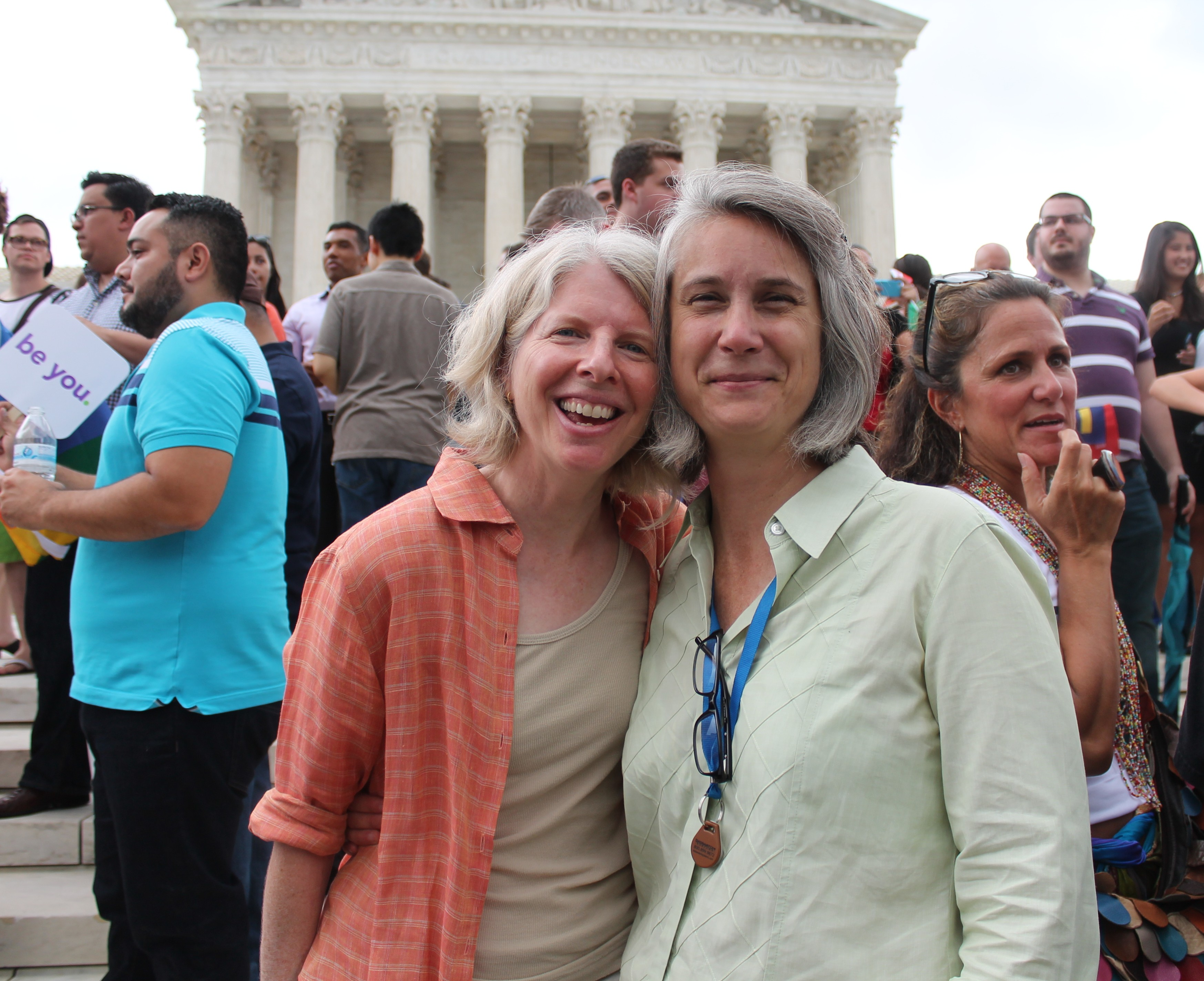
Một cặp đôi cùng giới nữ trước quyết định công nhận hôn nhân cùng giới trên khắp quốc gia của Tòa án Tối cao Hoa Kỳ trong vụ kiện Obergefell v. Hodges năm 2015

Hôn nhân cùng giới được công nhận bởi chính phủ của 26 nước (Argentina, Úc, Áo, Bỉ, Brazil, Canada, Colombia, Đan Mạch, Phần Lan, Pháp, Đức, Iceland, Ireland, Luxembourg, Malta, Hà Lan, New Zealand, Na Uy, Bồ Đào Nha, Tây Ban Nha, Nam Phi, Thụy Điển, Đài Loan, Vương quốc Anh, Hoa Kỳ, và Uruguay) và nhiều khu vực pháp lý dưới quốc gia cho phép các cặp cùng giới kết hôn. Các dự luật hợp pháp hóa hôn nhân cùng giới đã được đưa ra, đang chờ quyết định, hoặc đã được thông qua bởi ít nhất một viện lập pháp ở Chile, Cộng hòa Séc, Mexico, Nepal và Thụy Sĩ cũng như các cơ quan lập pháp của nhiều khu vực pháp lý dưới quốc gia (Curaçao và hầu hết các bang của Mexico). Các quốc gia khác, bao gồm phần lớn các nước châu Âu, Chile và Ecuador, đã ban hành các luật cho phép kết hợp dân sự hoặc quan hệ gia đình, với mục đích để cho các cặp đôi đồng tính những quyền tương tự như các cặp đôi đã kết hôn về các vấn đề pháp lý như thừa kế và nhập cư.
Các cặp đôi cùng giới có thể kết hôn hợp pháp ở tất cả các bang của Mỹ và nhận được phúc lợi ở cấp bang và chính phủ. Nhiều bang cũng cho phép kết hợp dân sự hoặc quan hệ gia đình, bảo đảm tất cả hoặc một phần các quyền và trách nhiệm hôn nhân ở cấp bang. Dù hơn 30 bang có các giới hạn hợp hiến về hôn nhân, tất cả các bang phải công nhận hôn nhân cùng giới theo quyết định của Tòa án Tối cao Hoa Kỳ trong vụ kiện Obergefell v. Hodges. Vì vậy, mọi luật giới hạn rằng hôn nhân chỉ có giữa một nam và một nữ là vi hiến và không có hiệu lực.

## Nuôi con ở các cặp cùng giới

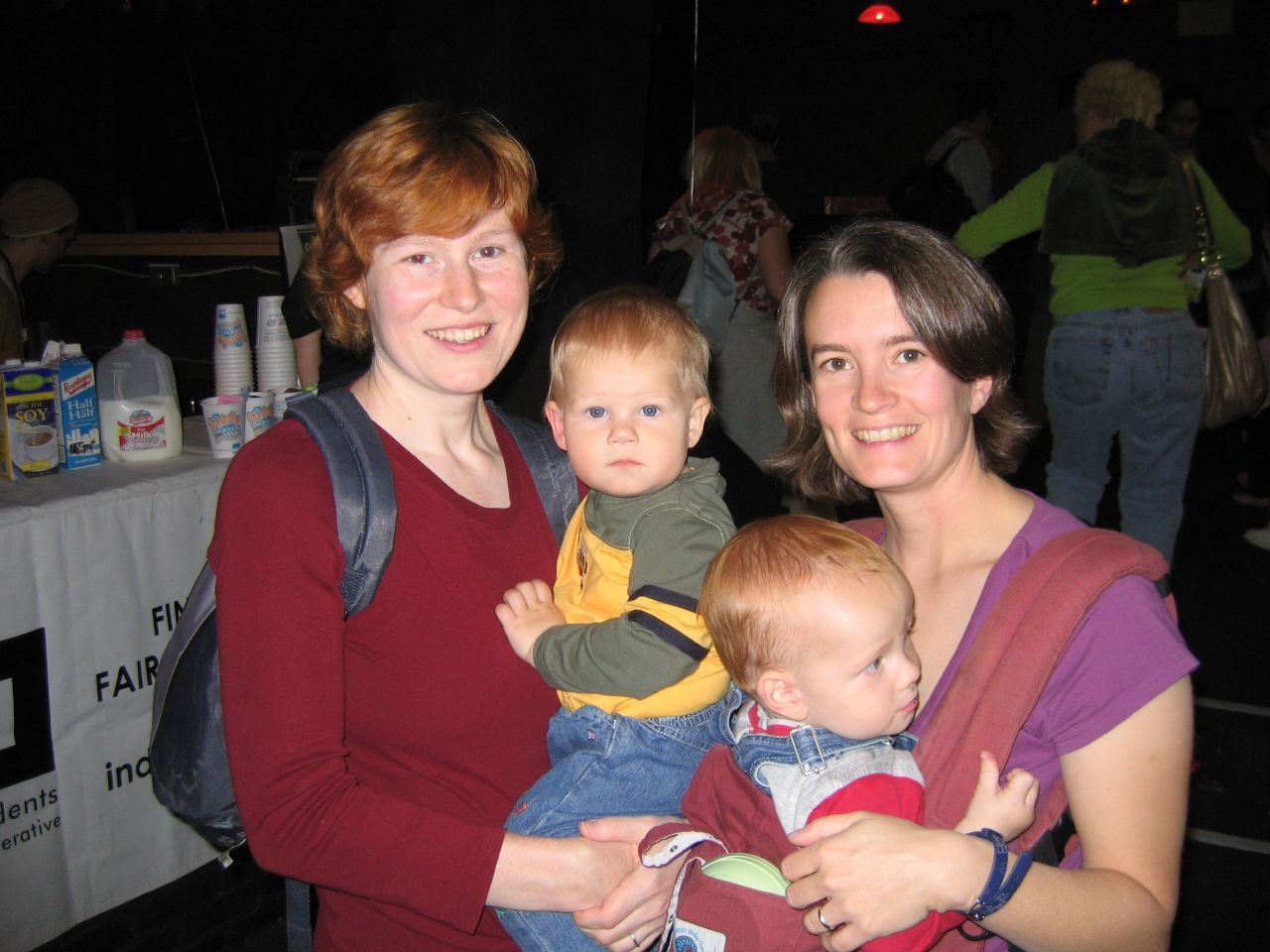
Cặp đôi đồng tính nữ và con cái

Nuôi con ở cộng đồng LGBT là khi người đồng tính nữ, đồng tính nam, song tính và chuyển giới (LGBT) làm cha mẹ của một hoặc nhiều trẻ em, với vai trò cha mẹ ruột hoặc cha mẹ nuôi. Các cặp cùng giới nam có những lựa chọn gồm: "nhận chăm sóc; các hình thức của nhận nuôi trong và ngoài nước, các loại hình đa dạng của mang thai hộ (có thể là "truyền thống" hoặc xin noãn), và chăm sóc họ hàng, trong đó họ có thể cùng nuôi con với một hoặc nhiều phụ nữ mà mình có quan hệ thân thiết nhưng không có quan hệ tình dục." Cha mẹ LGBT cũng có thể bao gồm những người độc thân đang làm cha mẹ; và hiếm hơn, thuật ngữ này cũng chỉ những gia đình có con cái thuộc cộng đồng LGBT.
Theo thống kê dân số Hoa Kỳ năm 2000, 33% các hộ gia đình cùng giới nữ và 22% các hộ gia đình cùng giới nam đã báo cáo có ít nhất một trẻ em dưới 18 tuổi đang sống trong gia đình họ. Khảo sát khái quát về xã hội năm 2008 cho thấy rằng những cha mẹ thuộc LGBT đang nuôi con có 49% là người đồng tính và song tính nữ và 19% là người song tính hoặc đồng tính nam. Ở Mỹ từ 2007 đến 2011 thái độ tiêu cực của công chúng đối với việc nuôi con của người thuộc LGBT đã giảm từ 50% xuống 35%. Một số trẻ em không biết mình có cha mẹ thuộc cộng đồng LGBT; các vấn đề về việc công khai khác nhau và một số cha mẹ có thể sẽ không bao giờ công khai với con mình. Nuôi con ở cộng đồng LGBT nói chung, và việc nhận nuôi bởi các cặp đôi thuộc LGBT có thể gây tranh cãi ở nhiều nước. Vào tháng 1 năm 2008, Tòa án Nhân quyền Châu Âu đã quyết định rằng các cặp đôi cùng giới có quyền được nhận nuôi trẻ em. Ở Mỹ, những người thuộc LGBT có thể nhận nuôi hợp pháp ở tất cả các bang. Dù có các ước tính khác nhau, có khoảng 2 đến 3.7 triệu trẻ em Mỹ dưới 18 tuổi có thể có một cha mẹ là người đồng tính nữ, đồng tính nam, song tính hoặc chuyển giới, và khoảng 200000 trẻ đang được nuôi nấng bởi các cặp đôi cùng giới.
Có nhiều bằng chứng cho thấy trẻ em được nuôi dưỡng bởi phụ huynh đồng tính cũng có hành vi tương tự những đứa trẻ được nuôi dưỡng bởi cha mẹ dị tính. Hơn 25 năm nghiên cứu đã ghi nhận rằng không có mối quan hệ nào giữa xu hướng tính dục của cha mẹ và bất kì thước đo nào về sự điều chỉnh cảm xúc, tâm lý xã hội và hành vi của trẻ. Dữ liệu này đã chứng minh việc trẻ em lớn lên trong một gia đình có một hoặc nhiều cha mẹ đồng tính không tạo ra bất cứ mối nguy hại nào cho trẻ. Không có nghiên cứu nào ủng hộ niềm tin rộng rãi rằng giới của cha mẹ quan trọng đối với hạnh phúc của trẻ. Rõ ràng rằng cả nam giới và nữ giới đều có khả năng trở thành những bậc cha mẹ tốt, và việc có cha mẹ của cả hai giới tính nhị phân không giúp gia tăng khả năng này. Các phương pháp luận được sử dụng trong các nghiên cứu chính về nuôi dạy con cái của người đồng tính đáp ứng các tiêu chuẩn cho nghiên cứu trong lĩnh vực tâm lý học phát triển và tâm lý học nói chung. Chúng tạo thành loại hình nghiên cứu mà các thành viên của các ngành nghề tương ứng cho là đáng tin cậy. Nếu cha mẹ đồng tính nam, đồng tính nữ hoặc song tính vốn có khả năng chăm sóc kém hơn so với các bậc cha mẹ dị tính tương đương khác, thì con cái của họ sẽ cho thấy các vấn đề bất kể loại mẫu nào. Điều này rõ ràng đã không được quan sát thấy trong các mẫu. Với việc các tài liệu nghiên cứu liên tục thất bại trong việc bác bỏ các giả thuyết vô hiệu, gánh nặng của chứng minh thực nghiệm thuộc về những người cho rằng con cái của những bậc cha mẹ thuộc cộng đồng tính dục thiểu số có khả năng ứng xử tệ hơn con cái của những bậc cha mẹ dị tính.
Giáo sư Judith Stacey, Đại học New York, cho biết: "Hiếm khi có nhiều sự đồng thuận trong bất kỳ lĩnh vực khoa học xã hội nào như trong trường hợp nuôi dạy con cái đồng tính, đó là lý do tại sao Học viện Nhi khoa Hoa Kỳ và tất cả các tổ chức chuyên nghiệp lớn có chuyên môn về phúc lợi trẻ em đã ban hành các báo cáo và nghị quyết ủng hộ quyền làm cha mẹ của người đồng tính nam và đồng tính nữ". Các tổ chức này bao gồm Học viện Nhi khoa Hoa Kỳ, Học viện Tâm thần trẻ em và Vị thành niên Hoa Kỷ, Hiệp hội Tâm thần học Hoa Kỳ, Hiệp hội Tâm lý học Hoa Kỳ, Hiệp hội Phân tâm học Hoa Kỳ, Hiệp hội Quốc gia Hiệp hội Công nhân xã hội, Liên đoàn Phúc lợi Trẻ em Hoa Kỳ, Hội đồng Bắc Mỹ về Trẻ em được nhận làm con nuôi, và Hiệp hội Tâm lý Canada (CPA). CPA lo ngại rằng một số cá nhân và tổ chức đang diễn giải sai những phát hiện của nghiên cứu tâm lý để củng cố cho lập trường của họ, khi vị trí của CPA, dựa theo các hệ thống niềm tin hoặc giá trị khác, được cho là chính xác hơn.

## Tính dục cùng giới
Các loại mối quan hệ ở các cặp vợ chồng khác nhau sẽ không giống nhau. Giống như trong các mối quan hệ dị tính, một số mối quan hệ đồng tính chỉ là quan hệ tình dục tạm thời, vô tình hoặc ẩn danh. Một vài mối quan hệ khác lâu dài hơn, là mối quan hệ cam kết với nhau và không quan hệ tình dục với bất kỳ ai khác. Một số lại là mối quan hệ cởi mở, và trong khi cam kết với nhau, những người trong cuộc cho phép bản thân và người bạn đời của họ có mối quan hệ với những người khác. Các cặp đôi khác có thể ở trong vòng bí mật, có thể là do cách nuôi dạy của gia đình, tôn giáo, áp lực từ bạn bè/gia đình, hoặc các lý do khác.
Tên của các mối quan hệ đồng tính hợp pháp khác nhau tùy thuộc vào luật của đất nước. Các mối quan hệ đồng tính có thể được công nhận hợp pháp dưới hình thức hôn nhân, kết hợp dân sự, quan hệ gia đình hoặc kết đôi có đăng ký.

### Xu hướng tính dục
Các cá nhân có thể có hoặc không thể hiện xu hướng tính dục của mình trong các hành vi của họ. Những người trong mối quan hệ cùng giới có thể xác định là đồng tính, song tính hoặc thậm chí đôi khi là dị tính.
Tương tự, không phải tất cả những người có xu hướng song tính hoặc đồng tính đều tìm kiếm mối quan hệ cùng giới. Theo một nghiên cứu năm 1990 của Tổ chức Xã hội về Tính dục, trong số 131 phụ nữ và 108 nam giới tự nhận mình là bị thu hút bởi người cùng giới, chỉ có 43 nam giới (40%) và 42 phụ nữ (32%) tham gia vào quan hệ tình dục đồng tính. Để so sánh, một cuộc khảo sát của Family Pride Coalition cho thấy 50% nam đồng tính có con gọi bằng cha vvà 75% đồng tính nữ đã có con, và thậm chí nhiều hơn đã có quan hệ tình dục dị tính mà không có con.

### Luật chống lại
| Quan hệ tình dục đồng tính bất hợp pháp. Hình phạt:                          |                                               |
| Tử hình                                                                      | Tù giam; án tử không thi hành                 |
| Tử hình dưới tay dân quân                                                    | Tù giam, bắt giữ hoặc giam giữ                |
| Quản giáo, không bị cưỡng chế1                                               |                                               |
| Quan hệ tình dục đồng tính hợp pháp. Chấp nhận sự chung sống dưới hình thức: |                                               |
| Hôn nhân                                                                     | Hôn nhân ngoài lãnh thổ2                      |
| Kết hợp dân sự                                                               | Giới hạn đối với công dân trong nước          |
| Giới hạn đối với công dân nước ngoài                                         | Chứng nhận có chọn lọc                        |
| Không có                                                                     | Hạn chế ở mức hành vi thể hiện XHTD đồng tính |

Luật sodomy định nghĩa một số hành vi tình dục là tội phạm tình dục. Các hành vi tình dục được nhắc tới trong sodomy hiếm khi được nêu một cách chính xác trong luật, nhưng thường được các tòa án hiểu là bao gồm bất kỳ hành vi tình dục nào không dẫn đến sinh sản. Hơn nữa, Sodomy có nhiều từ đồng nghĩa: buggery quan hệ tình dục qua đường hậu môn hoặc bằng miệng giữa người hoặc hoạt động tình dục giữa người và động vật), tội ác chống lại tự nhiên, hành động trái tự nhiên, quan hệ tình dục lệch lạc. Nó cũng có một loạt các uyển ngữ. Mặc dù về lý thuyết, hành vi này có thể bao gồm quan hệ tình dục khác giới bằng miệng, quan hệ tình dục qua đường hậu môn, thủ dâm, và quan hệ tình dục với thú vật, nhưng trên thực tế, các luật như vậy chủ yếu được thực thi đối với quan hệ tình dục giữa nam và nam (đặc biệt là quan hệ tình dục qua đường hậu môn).
Tại Hoa Kỳ, Tòa án Tối cao đã vô hiệu tất cả các luật sodomy ở Lawrence và Texas vào năm 2003. 47 trong số 50 tiểu bang đã bãi bỏ mọi luật cụ thể chống hành vi đồng tính luyến ái nào vào thời điểm đó.
Một số quốc gia khác hình sự hóa các hành vi quan hệ tình dục đồng tính. Ở một số ít quốc gia, tất cả đều là các quốc gia Hồi giáo, đây vẫn là một tội phải chịu án tử. Trong một trường hợp được công bố rộng rãi, hai nam thanh niên, Mahmoud Asgari và Ayaz Marhoni, đã bị treo cổ ở Iran vào năm 2005 được cho là vì họ đã bị bắt gặp quan hệ tình dục với nhau.

### Nam có quan hệ tình dục với nam (MSM)
Nam giới quan hệ tình dục với nam (MSM) nói đến những người đàn ông tham gia vào hoạt động tình dục với những người đàn ông khác, bất kể họ nhận dạng bản thân như thế nào; nhiều người chọn không chấp nhận bản sắc xã hội của người đồng tính hoặc song tính. Thuật ngữ này được tạo ra vào những năm 1990 bởi các nhà dịch tễ học nhằm nghiên cứu sự lây lan bệnh tật ở những người đàn ông có quan hệ tình dục cùng giới, bất kể bản dạng. Với tư cách một loại rủi ro, MSM không giới hạn ở các quần thể nhỏ, tự nhận biết và có thể nhìn thấy được. MSM và đồng tính nam đề cập đến những thứ khác nhau: hành vi và bản sắc xã hội. MSM đề cập đến các hoạt động tình dục giữa nam giới, bất kể họ nhận định bản thân như thế nào, trong khi đồng tính nam có thể bao gồm các hoạt động đó nhưng mang nghĩa rộng hơn, như một bản sắc văn hóa. MSM thường được sử dụng trong các tài liệu và  nghiên cứu xã hội để mô tả những người đàn ông như vậy như một nhóm để nghiên cứu lâm sàng mà không xem xét các vấn đề về tự nhận dạng.
Như với bất kỳ mối quan hệ tình dục nào, mọi người có thể bắt đầu bằng nhiều hình thức dạo đầu khác nhau như mơn trớn, vuốt ve và hôn, và có thể thử hoặc không thử các cách thực hành khác, khi họ thấy phù hợp. Quan hệ tình dục giữa nam giới có thể bao gồm thủ dâm lẫn nhau, cọ xát dương vật, cọ xát qua đùi, quan hệ tình dục bằng miệng và quan hệ tình dục qua đường hậu môn.

### Nữ có quan hệ tình dục với nữ (WSW)
Nữ có quan hệ tình dục với nữ (WSW) là một thuật ngữ được sử dụng để xác định những phụ nữ có quan hệ tình dục với phụ nữ khác, nhưng có thể hoặc không tự nhận mình là đồng tính nữ hoặc song tính. Quan hệ giữa nữ với nữ có thể bao gồm tribadism (quan hệ hình hai chiếc kéo, dùng hai bộ phận sinh dục cọ xát vào nhau) và frottage (cọ xát bất kỳ bộ phận nào của cơ thể với bộ phận sinh dục của người khác), thủ dâm lẫn nhau, quan hệ đường miêng, và dùng công cụ hỗ trợ tình dục để đưa vào âm đạo hay miệng hoặc kích thích âm vật. Như với bất kỳ mối quan hệ tình dục nào, mọi người có thể bắt đầu bằng nhiều hình thức dạo đầu khác nhau như mơn trớn, vuốt ve và hôn, và có thể thử hoặc không thử các cách thực hành khác, khi họ thấy phù hợp.

### Quan điểm tôn giáo

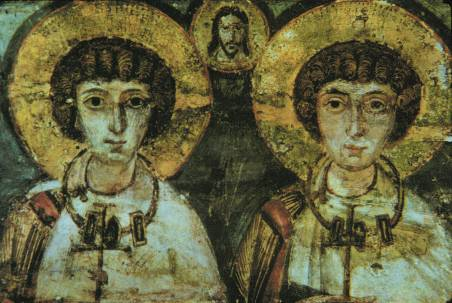
Theo nhà sử học John Boswell, Thánh Sergius và Bacchuscó thể đã được hợp nhất trong một hiệp ước được gọi là Adelphopoiesis, hay "kết nghĩa anh em".

Các tôn giáo có quan điểm khác nhau về tình yêu và quan hệ tình dục giữa những người cùng giới tính. Phần lớn giáo phái Áp-ra-ham xem các mối quan hệ tình dục ngoài hôn nhân khác giới, bao gồm quan hệ tình dục giữa những người đồng tính, là tiêu cực, mặc dù có những nhóm trong mỗi tín ngưỡng không đồng ý với quan điểm chính thống và thách thức thẩm quyền giáo lý của họ. Kinh thánh cũng có thể được hiểu theo nghĩa đen, rằng đồng tính luyến ái bị coi là tội lỗi và có vấn đề. Sự phản đối hành vi tình dục đồng tính bao gồm từ việc âm thầm không khuyến khích việc thể hiện hoặc có hành vi đó, cho tới việc nghiêm cấm rõ ràng các hành vi tình dục đồng tính giữa các tín đồ và tích cực phản đối sự chấp nhận của xã hội đối với các mối quan hệ đồng tính. Sự ủng hộ của hành vi đồng tính được phản ánh trong việc chấp nhận các cá nhân có tính dục khác biệt trong tất cả các buổi lễ của nhà thờ, và việc thánh hóa cho những sự kết hợp đồng tính. Hơn nữa, những người theo đạo Cơ đốc Tiến bộ có thể không coi quan hệ đồng tính là tội lỗi. Người Do Thái, những người theo đạo Tin lành và những người không theo tôn giáo có xu hướng ủng hộ các mối quan hệ đồng tính nam và đồng tính nữ nhiều hơn.
Một số nhà thờ đã thay đổi học thuyết của họ để phù hợp với các mối quan hệ đồng tính. Do Thái giáo Cải cách, nhánh lớn nhất của Do Thái giáo bên ngoài Israel đã bắt đầu tạo điều kiện cho các cuộc hôn nhân đồng tính theo tôn giáo cho các tín đồ trong giáo đường Do Thái của họ. Chủng viện Thần học Do Thái, được coi là cơ sở hàng đầu của Do Thái giáo Bảo thủ, đã đưa ra quyết định vào tháng 3 năm 2007 sẽ bắt đầu chấp nhận đơn đăng kí từ những người đang trong các mối quan hệ đồng tính, sau khi các học giả dẫn dắt phong trào dỡ bỏ lệnh cấm những người có quan hệ đồng tính. Năm 2005, Giáo hội Hiệp nhất Đấng Kitô (United Church of Christ) đã trở thành giáo phái Cơ đốc giáo lớn nhất ở Hoa Kỳ chính thức tán thành hôn nhân đồng tính.
Mặt khác, Giáo hội/hiệp thông Anh giáo gặp phải sự bất hòa gây ra rạn nứt giữa một bên là các giáo hội Anh giáo châu Phi (trừ Nam Phi) và châu Á, và một bên là các giáo hội Bắc Mỹ, khi các giáo hội Mỹ và Canada công khai phong chức giáo sĩ cho người trong quan hệ đồng tính, và bắt đầu những cuộc kết hợp đồng tính. Các nhà thờ khác như Nhà thờ Giám lý đã từng trải qua các phiên tòa xét xử các giáo sĩ có quan hệ đồng tính, một số người cho rằng họ vi phạm các nguyên tắc tôn giáo dẫn đến các phán quyết khác nhau phụ thuộc vào địa lý.
Một số nhóm tôn giáo thậm chí còn thúc đẩy tẩy chay các tập đoàn có chính sách ủng hộ quan hệ đồng tính. Đầu năm 2005, Hiệp hội Gia đình Hoa Kỳ đe dọa tẩy chay các sản phẩm của Ford để phản đối sự ủng hộ của Ford đối với " chương trình nghị sự đồng tính và hôn nhân đồng tính".